# Campeonato Europeo de Tenis de Mesa de 2021
El XXXVI Campeonato Europeo de Tenis de Mesa se celebró en Varsovia (Polonia) entre el 21 y el 27 de junio de 2021 bajo la organización de la Unión Europea de Tenis de Mesa (ETTU) y la Federación Polaca de Tenis de Mesa.
Originalmente, el evento iba a realizarse en septiembre de 2020, pero debido a la pandemia de COVID-19 el evento fue pospuesto.
Las competiciones se realizaron en el Arena COS Torwar de la capital polaca.

## Medallistas

### Masculino
| Evento             | Oro                                 | Plata                                             | Bronce                                                                         |
| ------------------ | ----------------------------------- | ------------------------------------------------- | ------------------------------------------------------------------------------ |
| Individual (27.06) | Timo Boll · Alemania                | Dimitrij Ovtcharov · Alemania                     | Mattias Falck · Suecia Marcos Freitas · Portugal                               |
| Dobles (27.06)     | Lev Katsman · Maxim Grebnev · Rusia | Jakub Dyjas · Polonia · Cédric Nuytinck · Bélgica | Ádám Szudi · Nándor Ecseki · Hungría Tiago Apolónia · João Monteiro · Portugal |

### Femenino
| Evento             | Oro                                     | Plata                                     | Bronce                                                                                    |
| ------------------ | --------------------------------------- | ----------------------------------------- | ----------------------------------------------------------------------------------------- |
| Individual (27.06) | Petrissa Solja · Alemania               | Shan Xiaona · Alemania                    | Margaryta Pesotska · Ucrania Elizabeta Samara · Rumania                                   |
| Dobles (27.06)     | Petrissa Solja · Shan Xiaona · Alemania | Nina Mittelham · Sabine Winter · Alemania | Stéphanie Loeuillette · Jia Nan Yuan · Francia Hanna Haponova · Tetiana Bilenko · Ucrania |

### Mixto
| Evento         | Oro                                  | Plata                                          | Bronce                                                                     |
| -------------- | ------------------------------------ | ---------------------------------------------- | -------------------------------------------------------------------------- |
| Dobles (25.06) | Dang Qiu · Nina Mittelham · Alemania | Ľubomír Pištej · Barbora Balážová · Eslovaquia | Simon Gauzy Prithika Pavade Francia Emmanuel Lebesson Jia Nan Yuan Francia |

## Medallero
| Núm. | País       | Oro | Plata | Bronce | Total |
| ---- | ---------- | --- | ----- | ------ | ----- |
| 1    | Alemania   | 4   | 3     | 0      | 7     |
| 2    | Rusia      | 1   | 0     | 0      | 1     |
| 3    | Bélgica    | 0   | 1     | 0      | 1     |
| 3    | Eslovaquia | 0   | 1     | 0      | 1     |
| 3    | Polonia    | 0   | 1     | 0      | 1     |
| 6    | Francia    | 0   | 0     | 3      | 3     |
| 7    | Portugal   | 0   | 0     | 2      | 2     |
| 7    | Ucrania    | 0   | 0     | 2      | 2     |
| 9    | Hungría    | 0   | 0     | 1      | 1     |
| 9    | Rumania    | 0   | 0     | 1      | 1     |
| 9    | Suecia     | 0   | 0     | 1      | 1     |
|      | TOTAL      | 5   | 6     | 10     | 21    |